# Barbula gymnostoma
Barbula gymnostoma är en bladmossart som beskrevs av C. Müller 1900. Barbula gymnostoma ingår i släktet neonmossor, och familjen Pottiaceae. Inga underarter finns listade i Catalogue of Life.